# マーキュリー・レッドストーン1A号
マーキュリー・レッドストーン1A号（マーキュリー・レッドストーン1Aごう）は、アメリカ合衆国のマーキュリー計画において実行された無人の弾道飛行である。1960年12月19日、フロリダ州ケープ・カナベラルの第5発射施設から発射された。飛行の目的は、マーキュリー宇宙船が宇宙飛行に耐えられるかを検証し、また間近に迫った霊長類を乗せての弾道飛行のためのシステムを検証することであり、機体の機器や切離し用ロケット・逆噴射ロケット・回収システムなどが試験された。飛行は完璧な成功を収め、宇宙船は高度210キロメートルに到達し、飛行距離は378キロメートルだった。また発射機は予想よりもわずかに速い時速7,900キロメートルに達した。機体は着水から約15分後、回収ヘリコプターによって大西洋上で回収された。機体番号は宇宙船が2番機、飛行番号はMR-1Aで、緊急脱出用ロケットは8番機、アンテナカバーは10番機のものが流用され、発射機はレッドストーンロケットMRLV-3が使用された。飛行時間は15分45秒だった。

## 宇宙船の現況
マーキュリー・レッドストーン1号および1A号双方で使用されたマーキュリー宇宙船2番機は、現在はカリフォルニア州マウンテンビュー近郊のモフェット (Moffett) 連邦空港内にある、NASAエイムズ研究センター (NASA Ames Exploration Center) に展示されている。

## マーキュリー・レッドストーン1A号弾道飛行経過

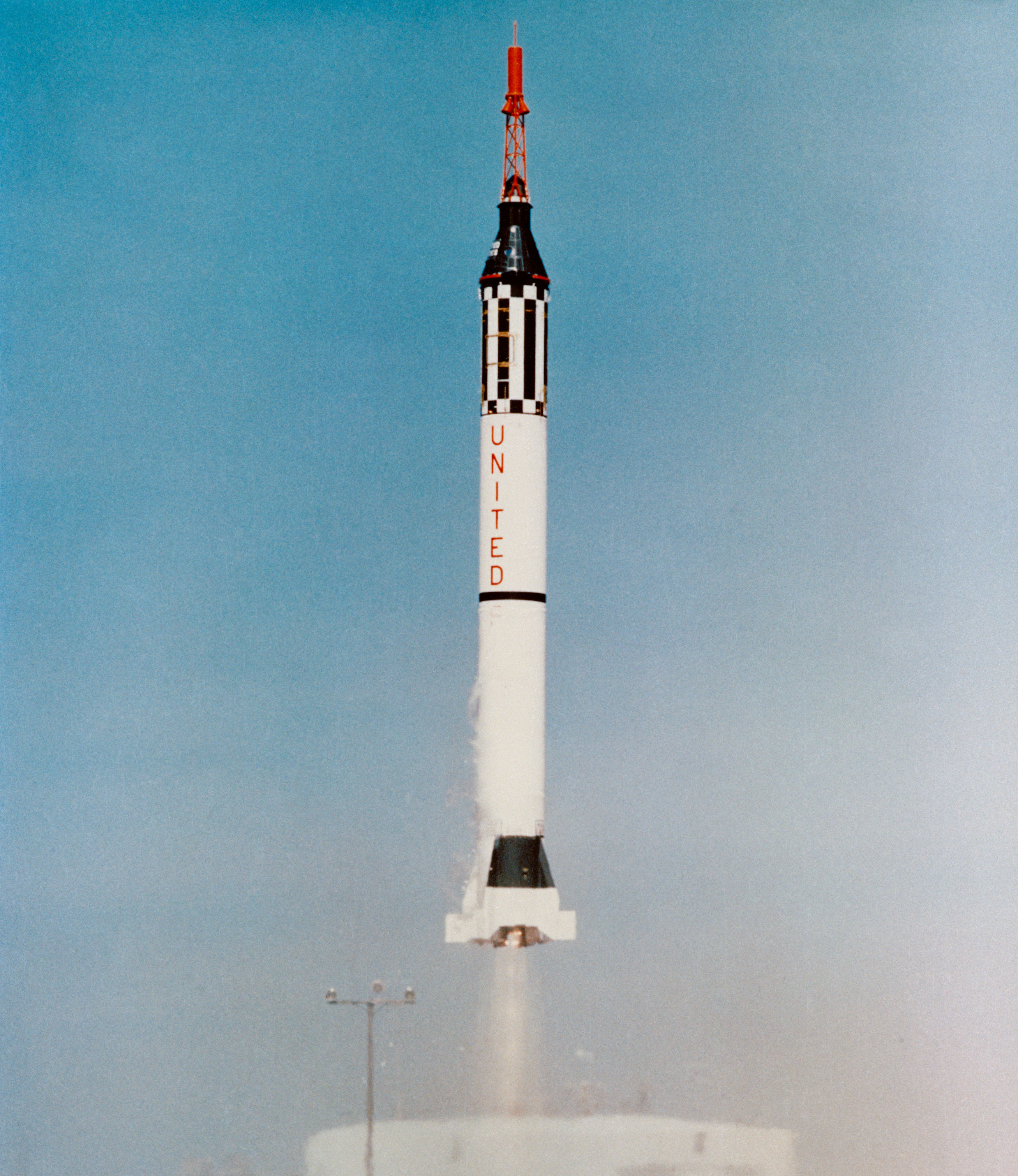
MR-1Aの発射

| 発射後時間 | 事象                       | 詳細 |
| ---------- | -------------------------- | --- |
| T+00:00:00 | 発射                       | マーキュリー・レッドストーン発射。船内の時計が起動 |
| T+00:00:16 | 軌道変更開始               | レッドストーンが1秒間に2度の割合で、90度から45度まで姿勢を傾け始める |
| T+00:00:40 | 軌道変更終了               | レッドストーンの角度が45度になる |
| T+00:01:24 | 最大動圧展 Max Q           | 機体にかかる動圧が最大の~27.5kPa (575 lbf/ft²) に到達 |
| T+00:02:20 | エンジン停止               | レッドストーンのエンジン停止。速度は秒速2.3キロメートル |
| T+00:02:22 | 緊急脱出用ロケット切り離し | 不要になった緊急脱出用ロケットを投棄 |
| T+00:02:24 | 宇宙船分離                 | 分離用小型ロケットを1秒間噴射し、宇宙船に秒速4.6メートルの速度を与えロケットから分離 |
| T+00:02:35 | 機体の転回操作             | 自動姿勢制御システムが宇宙船を180度転回させ、耐熱保護板を前方に向ける。大気圏再突入に備え、機首は34度下方に向けられる |
| T+00:05:00 | 最大高度                   | 最大高度185キロメートルに到達。発射場からの距離は240キロメートル |
| T+00:05:15 | Retrofire                  | 3機の逆噴射ロケットが、それぞれ10秒ずつ噴射される。各ロケットは5秒の間隔を置いて順次点火されたため、5秒ごとに2機のエンジンが同時に噴射されることになる。これにより宇宙船の速度が秒速168メートル (時速604.8キロメートル) 減速される |
| T+00:05:45 | 潜望鏡引込み               | 再突入に備え、潜望鏡が自動的に船内に引き込まれる |
| T+00:06:15 | 逆噴射ロケット投棄         | 逆噴射から1分後、逆噴射ロケットが投棄され耐熱保護板がむき出しになる |
| T+00:06:20 | 姿勢制御                   | 自動姿勢制御システムが機体をピッチ角マイナス34度、ロール角0度、ヨー角0度に調整する |
| T+00:07:15 | 0.05 g (0.5 m/s²) 操作     | 自動姿勢制御システムが大気圏突入を感知し、機体の姿勢を安定させるため毎秒10度の割合で機体をロール方向に回転させはじめる |
| T+00:09:38 | 減速用パラシュート展開     | 高度6,700メートルで減速用パラシュートが展開し、秒速111メートル (時速399.6キロメートル) まで減速し機体を安定させる |
| T+00:09:45 | シュノーケル展伸           | 高度6,000メートルで外気取入れ用のシュノーケルが伸ばされる。船室内の温度を下げるため、ECSと呼ばれる装置が緊急用酸素の濃度に切り替える                                                                                               |
| T+00:10:15 | 主パラシュート展開         | 高度3,000メートルで主パラシュートが展開し、降下速度が秒速9メートル (時速32.4キロメートル) にまで減速される |
| T+00:10:20 | 着水用エアバッグ展開       | 耐熱保護板が1.2メートル落とされ、着水用のエアバッグが展開される |
| T+00:10:20 | 燃料投棄                   | タンク内に残った燃料の過酸化水素が自動的に投棄される |
| T+00:15:30 | 着水                       | 発射地点から約500キロメートルの海洋上に着水 |
| T+00:15:30 | 救命救急装置作動           | 救命救急装置が作動される。装置には、視認とサメよけのため海水に流される緑色の染料、ラジオビーコン (無線標識)、ホイップアンテナなどが含まれる                                                                                        |